# Лавіццара
Лавіццара (італ. Lavizzara) — громада  в Швейцарії в кантоні Тічино, округ Валлемаджа.

## Географія
Громада розташована на відстані близько 110 км на південний схід від Берна, 39 км на північний захід від Беллінцони.
Лавіццара має площу 187,5 км², з яких на 0,7% дозволяється будівництво (житлове та будівництво доріг), 10,8% використовуються в сільськогосподарських цілях, 35,1% зайнято лісами, 53,4% не є продуктивними (річки, льодовики або гори).

## Демографія
2019 року в громаді мешкало 508 осіб (-5% порівняно з 2010 роком), іноземців було 6,5%. Густота населення становила 3 осіб/км².
За віковим діапазоном населення розподілялося таким чином: 15,2% — особи молодші 20 років, 55,3% — особи у віці 20—64 років, 29,5% — особи у віці 65 років та старші. Було 231 помешкань (у середньому 2,2 особи в помешканні).
Із загальної кількості 212 працюючих 60 було зайнятих в первинному секторі, 73 — в обробній промисловості, 79 — в галузі послуг.